# Paul Broca
Pierre-Paul Broca (28. červen 1824, Saint-Foy-la-Grande u Bordeaux – 9. červenec 1880, Paříž) byl francouzský chirurg, anatom, antropolog, histolog a patolog. Založil moderní kraniometrii a rozvinul antropologický výzkum lebek, pro nějž vynalezl řadu měřících přístrojů. Zastával myšlenku evoluce, a jako většina antropologů jeho doby byl přesvědčen, že lidské rasy jsou samostatné druhy, které se vyvinuly odděleně. V psychiatrii je uznáván jako objevitel centra artikulované řeči a zároveň podal první anatomický důkaz pro umístění určité mentální funkce v mozku.

## Život
Pocházel z rodiny protestantského lékaře, v 17 letech nastoupil na pařížskou lékařskou školu a ve 20 letech ji ukončil. Po několik let praktikoval u vynikajících lékařů na různých odděleních a roku 1847 se stal asistentem slavného anatoma a chirurga Gerdyho. Roku 1849 získal doktorát medicíny a roku 1853 se stal docentem (agrégé). V roce 1857 se na naléhání matky oženil s dcerou slavného lékaře Jeana Lugola a měl s ní tři děti. Roku 1868 byl zvolen profesorem klinické chirurgie a členem Academie de médecine. Funkci nemocničního chirurga vykonával v několika pařížských nemocnicích až do smrti. Byl členem anatomické, biologické a chirurgické společnosti a v roce 1876 založil Laboratoire d'Anthropologie de Paris.

## Ocenění
Roku 1880, krátce před smrtí, byl jmenován doživotním senátorem Francouzské republiky. Je jedním ze 72 významných mužů, jejichž jméno je zapsáno na Eiffelově věži v Paříži a dočkal se i mnoha dalších ocenění.

## Centrum řeči v mozku
Roku 1861 provedl pitvu pacienta, jenž zemřel v 51 letech a dvacet posledních let svého života ztratil řeč. Ač rozuměl všemu, co se mu sdělovalo, sám byl schopen vydávat jediný zvuk, slovo "tan", které nemá ve francouzštině žádný význam. Když Broca objevil, že v dolní levé oblasti čelního laloku chyběla pacientovi mozková tkáň zhruba o velikosti slepičího vejce, vyslovil názor, že právě tato oblast v mozku je centrem řečových projevů. To se dodnes přijímá a tato oblast mozku se nazývá Brocova oblast. Pokud je narušena, nejčastěji po mrtvici, dochází k poruchám řeči čili tzv. motorické afázii, která je také někdy nazývána Brocova (Broca sám ovšem užíval pojmu afémie). Další zpřesnění lokalizace centra řeči v mozku později učinil Carl Wernicke. Právě řeč je jednou z mentálních funkcí, kterou se podařilo v mozku lokalizovat poměrně přesně. U některých složitějších ("vyšších") funkcí (jako je například myšlení) se věda dnes přiklání spíše k názoru, že vznikají koordinací různých částí mozku a své hlavní centrum mohou při poškození do jisté míry i přemístit.